# Christine Fernandes
Christine Fernandes Alves (Chicago, 1 de marzo de 1968) es una actriz estadounidense-brasileña.

## Biografía
Nacida en Chicago, Illinois, de padres brasileños. A los cuatro años de edad, sus padres se mudaron al Brasil. A los trece años comenzó a jugar voleibol, llegando a ser federada pero pronto se inició en el modelaje. A los 17, regresó a EE. UU. para asistir a la High School, en California. Cuando cumplió los 18 años, se trasladó a Japón, y vivió en Tokio durante dos años trabajando como modelo de fotografía.
Cuando nuevamente retornó a Brasil, fue contratada para actuar en una telenovela, iniciándose así su carrera de actuación. Se casó con su colega brasileño Floriano Peixoto.

## Filmografía

### Televisión
| Año     | Título                       | Personaje             |
| ------- | ---------------------------- | --------------------- |
| 1995    | Cuatro por Cuatro            | Novia de Ralado       |
| 1995    | História de Amor             | Marininha             |
| 1996    | Perdidos de Amor             | Maria Luísa           |
| 1998    | Caça Talentos                | Melissa               |
| 1998    | Labirinto                    | Dora                  |
| 1999    | Chiquinha Gonzaga            | Alzira                |
| 2000    | Esplendor                    | Flávia Regina         |
| 2001    | Estrela-Guia                 | Lalá Gouveia          |
| 2003    | Kubanacan                    | Blanca Paiani         |
| 2005    | Esas mujeres                 | Aurélia Lemos Camargo |
| 2006    | Páginas de la vida           | Simone Bueno          |
| 2008    | La favorita                  | Rita Porto            |
| 2009    | Vivir la vida                | Ariane Vidigal        |
| 2010    | A Vida Alheia                | Melina Rosa           |
| 2012    | Las brasileñas               | Lili Galhardo         |
| 2012    | Avenida Brasil               | Mônica                |
| 2012    | Encantadoras                 | Scarlet Benson        |
| 2013    | Louco por Elas               | Margot                |
| 2017    | El rico y Lázaro             | Sammu-Ramat           |
| 2018    | Orgullo y Pasión             | Josephine Tibúrcio    |
| 2019-20 | Malhação: Toda Forma de Amar | Karina Nobre          |
| 2022    | Reyes                        | Aviva                 |

### Cine
| Año  | Título                                        | Personaje              |
| ---- | --------------------------------------------- | ---------------------- |
| 1999 | O Trapalhão e a Luz Azul                      | Princesa Allim / Milla |
| 2000 | Duas Vezes com Helena                         | Helena                 |
| 2001 | Amores Possíveis                              | Agente secreto         |
| 2001 | O Xangô de Baker Street                       | Albertina              |
| 2002 | Lara                                          | Odete Lara             |
| 2003 | Rua 6, Sem Número                             | Maíra                  |
| 2005 | Mais uma Vez Amor                             | Clara                  |
| 2012 | De Pernas pro Ar 2                            | Vitória                |
| 2014 | Os Caras de Pau em O Misterioso Roubo do Anel | Gracinha de Medeiros   |

## Teatro
| Año  | Título                                    | Personaje    |
| ---- | ----------------------------------------- | ------------ |
| 2007 | Hedda Gabler - Henrik Ibsen               | Hedda Gabler |
| 2019 | Parabéns Senhor Presidente                | Maria Callas |
| 2022 | La Pasión de Cristo en la Nueva Jerusalén | Maria        |